# Podmornice klase Invincible
Podmornice klase Invincible, formalno klasificirane kao podmornice tipa 218SG, klasa su jurišnih podmornica s konvencionalnim pogonom, koju je naručila Mornarica Republike Singapur (RSN) od njemačkog pomorskog konglomerata ThyssenKrupp Marine Systems (TKMS). Tip 218SG je opsežno prilagođena izvedenica izvozno orijentirane podmornice tipa 214, sa specifičnim karakteristikama dizajna preuzetim iz podmornica tipa 212. Imaju znatnu razinu automatizacije, značajan kapacitet nosivosti, poboljšanu podvodnu izdržljivost i vrhunsku ergonomiju.
Ministarstvo obrane Singapura (MINDEF) naručilo je četiri podmornice tipa 218SG, dvije 2013. i dvije 2017., kao zamjenu za RSN-ove podmornice klase Challenger i Archer koje trenutno služe. Prva podmornica, RSS Invincible, porinuta je u veljači 2019., a očekuje se da će biti puštena u službu u 2022. RSN planira imati sve četiri podmornice u aktivnoj službi do 2024.

## Dizajn

### Razvoj
Dizajn tipa 218SG zajednički su izradili Singapurska agencija za obrambenu znanost i tehnologiju (DSTA), ThyssenKrupp Marine Systems (TKMS) i Mornarica Republike Singapur (RSN). Dizajn podmornica je visoko prilagođen, zamišljen da ispuni specifične mornaričke zahtjeve RSN-a uključujući pomorske operacije u priobalnim vodama, čuvanje pomorskih linija komunikacije (SLOC), prikupljanje obavještajnih podataka (ISTAR) i specijalne operacije. Vjeruje se da se dizajn temelji na podmornici tipa 214 koja je usmjerena na izvoz, s dizajnerskim zaključcima iz podmornice tipa 212,obje je dizajnirao TKMS.
Tip 218SG ima duljinu od 70 metara i širinu od 6,3 metra, s ukupnim potisninom od oko 2.000 t kada je na površini i 2.200 t dok je potopljen. Ima procijenjenu brzinu od oko 10 čvorova (19 km/h; 12 mph) dok je na površini i 15 čvorova (28 km/h; 17 mph) ispod površine.

### Značajke
Tip 218SG ima nekoliko jedinstvenih karakteristika, kao što su:
- Konfiguracija kormila "u obliku slova X" slična onoj na podmornicama tipa 212 i podmornici klase Dakar izraelske mornarice, za učinkovitu manevarsku sposobnost u plitkim obalnim vodama Singapura i Južnom kineskom moru, za razliku od konfiguracije križnog kormila tipa 214.[10]
- Zrak neovisni propulzijski modul (AIP) s pogonom na gorive ćelije, koji mu omogućuje da ostane potopljen oko 50% dulje od podmornica klase Archer. Nekoliko procjena stavlja podvodnu izdržljivost tip 218SG na oko 28-42 dana (4-6 tjedana).[11]
- "Horizontalna višenamjenska zračna komora" (HMPL) koja se može koristiti za lansiranje torpeda, snaga za specijalne operacije, ronilaca i krstarećih projektila lansiranih s podmornica (SLCM). Podmornice također dolaze s opcijom integracije "Vertical Multi-Purpose Airlock" (VMPL), za okomito lansiranje projektila.[12]
- Korištenje opsežnih ergonomskih čimbenika poput klimatizacije, proširenih stambenih prostorija, dodatnih prostorija za tuširanje, odvojenih kreveta na kat, zahodskih kabina, dodatnog prostora za pohranu i opreme.[13]
- Opsežne značajke automatizacije - kao što je "Combat Management System" (CMS) koji su zajednički razvili Atlas Elektronik i ST Electronics i sustav za analizu podataka koje je razvio DSTA.[14] Visoka razina automatizacije također smanjuje broj članova posade na samo 28.[15]
- Upotrebljivost specifičnih materijala naviknutih na singapursku tropsku klimu i slane vode.[16]
- Veći kapacitet "nošenja korisnog tereta" i veća vatrena moć od podmornica klase Challenger i klase Archer, zahvaljujući većoj veličini.[17]

### Naoružanje
Trenutačni detalji o naoružanju Type 218SG su oskudni; međutim, podrazumijeva se da podmornica ima osam torpednih cijevi od 533 milimetra i dvije torpedne cijevi od 650 milimetara koje se mogu koristiti za ispaljivanje teških torpeda, protubrodskih projektila i za postavljanje pomorskih mina.
Tip 218SG navodno ima veću nosivost od RSN-ovih prethodnih podmornica, zahvaljujući puno većoj veličini.

### Senzori
Pojedinosti o senzorima i automatizaciji tipa 218SG također su oskudne; međutim, podrazumijeva se da su podmornice opremljene "Combat Management Systemom" (CMS) koji su zajednički razvili njemački Atlas Elektronik i ST Electronics sa sjedištem u Singapuru, zajedno s sustavima za analizu podataka koje je razvio DSTA. Visoka razina sofisticirane automatizacije omogućuje podmornicama da rade u tri smjene od 8 sati (umjesto dvije smjene od 12 sati), čime se posadi omogućuje više odmora kako bi izdržala dugotrajne podvodne misije.
S obzirom na sofisticiranu opremu, svakom podmornicom upravlja samo dvadeset i osam mornara, broj sličan ostalim podmornicama RSN-a, ali manji od ostalih suvremenih konvencionalnih podmornica.

### Izgradnja
Izgradnja prve podmornice započela je 2014. godine ceremonijom rezanja čelika u TKMS-ovom brodogradilištu u Kielu. Prva podmornica, krštena kao Invincible, porinuta je u ceremoniji 18. veljače 2019., uz nazočnost ministra obrane Ng Eng Hena i predstavnika RSN-a. Tijekom ceremonije, Ng je otkrio imena ostale tri podmornice, naime Impeccable, Illustrious i Inimitable. Invincible je započeo svoja morska ispitivanja u rujnu 2020., s planiranim datumom isporuke predviđenim za 2020. Međutim, u lipnju 2020., Ng je objavio da je isporuka Invinciblea odgođena za 2022., zbog ograničenja uzrokovanih pandemijom COVID-19 .
Izgradnja druge naručene serije započela je u siječnju 2018., počevši ceremonijom rezanja čelika treće podmornice, Illustrious, u Kielu, uz nazočnost predstavnika TKMS-a i DSTA-e.
U studenom 2022., dok je ugostio njemačkog kancelara Olafa Scholza, singapurski premijer Lee Hsien Loong otkrio je da će druga i treća podmornica klase, naime, Impeccable i Illustrious, biti porinute u prosincu godine. Ceremoniji porinuća dviju podmornica, koja je održana u Kielu 13. prosinca, nazočili su Scholz, Lee, njegova supruga Ho Ching i Vivian Balakrishnan, ministrica vanjskih poslova Singapura.